# McLeod Glacier (glaciär i Antarktis, lat -69,33, long 158,25)
McLeod Glacier är en glaciär i Antarktis. Den ligger i Östantarktis. Australien gör anspråk på området. McLeod Glacier ligger 607 meter över havet.
Terrängen runt McLeod Glacier är kuperad österut, men västerut är den platt. Terrängen runt McLeod Glacier sluttar brant österut. Trakten är obefolkad. Det finns inga samhällen i närheten.